# Emile Faurie
Emile Faurie (Johannesburgo, Sudáfrica, 15 de octubre de 1963) es un jinete británico que compite en la modalidad de doma.
Ganó una medalla de bronce en el Campeonato Mundial de Doma de 2018 y cuatro medallas en el Campeonato Europeo de Doma entre los años 1993 y 2011. Participó en dos Juegos Olímpicos de Verano, ocupando el séptimo lugar en Barcelona 1992 y el octavo en Sídney 2000, en prueba por equipos.

## Palmarés internacional
| Campeonato Mundial | Campeonato Mundial      | Campeonato Mundial | Campeonato Mundial    |
| Año                | Lugar                   | Medalla            | Categoría             |
| ------------------ | ----------------------- | ------------------ | --------------------- |
| 2018               | Tryon (Estados Unidos)  | Medalla de bronce  | Por equipos           |
| Campeonato Europeo |                         |                    |                       |
| Año                | Lugar                   | Medalla            | Categoría             |
| 1993               | Lipica (Eslovenia)      | Medalla de plata   | Por equipos           |
| 1993               | Lipica (Eslovenia)      | Medalla de bronce  | Individual (especial) |
| 2003               | Hickstead (Reino Unido) | Medalla de bronce  | Por equipos           |
| 2011               | Róterdam (Países Bajos) | Medalla de oro     | Por equipos           |